# Юрий Башмет
Юрий Абрамович Башмет е руски и съветски виолист, диригент, педагог, обществен деец, народен артист на СССР (1991), носител на Държавната награда на СССР (1986) и 4 държавни награди на Русия (1993, 1995, 2000, 2013).

## Биография
Роден е на 24 януари 1953 г. в Ростов на Дон в еврейско семейство. През 1958 г. семейството се премества в Лвов поради преминаването на бащата на работа в управлението на Лвовска железопътна линия.
През 1971 г. завършва Лвовското средно музикално училище, през 1976 – Московската консерватория (в класа на В. В. Борисовски, по-късно при Ф. С. Дружинин). От 1976 до 1978 г. специализира в консерваторията под ръководството на Ф. С. Дружинин.

### Музикант
През 1972 г. придобива виола на миланския лютиер Паоло Тесторе (1758), на която свири и днес. През 1974 г. участва в записа на плоча на руската рок група „Цветя“.
От 1976 г. води активна концертна дейност като виолист. От 1978 г. е солист на Московската филхармония. Владее почти целия репертоар за виола. Свири произведенията на Бах, Хендел, оригинални композиции за виола на Моцарт, Паганини, Шуман, Брамс, Дебюси, Онегер, Мийо, Барток, Хиндемит, Шостакович, Шнитке и др. Башмет е първият изпълнител на посветените на него концерти за виола и оркестър на А. И. Головин, А. В. Чайковски, M. Г. Ермолаев, Б. Баркаускас, сонатите на Б. X. Парсаданян, А. И. Головин и др.
Изнася концерти в най-добрите зали на Европа, САЩ, Канада, Латинска Америка, Австралия, Нова Зеландия и Япония. За първи път в световната практика свири солови концерти за виола (Recital, Виола Abend) в такива зали, като Карнеги Хол (Ню Йорк), Консертгебау (Амстердам), Барбикан (Лондон), Ла Скала (Милано), Сантори Хол (Токио), Тиволи (Копенхаген), Берлинската филхармония, Музикферайн (Виена), Академия „Санта Чечилия“ (Рим), Голямата зала на Московската консерватория и Голямата зала на Санктпетербургската филхармония.
Взима участие във фестивалите на много страни: САЩ (Тангълвуд), Франция (Бордо, Биариц, Мантон), Белгия (Брюксел), Германия (Кройт), Италия (Сиена, Сорренто, Камерино, Стреза), Финландия (Кухмо, Микели), България („Мартовски музикални дни“, Русе). Редовен участник е на променад-концертите в Албърт Хол (Лондон, Англия).
През 1985 г. започва диригентска дейност.
В 1986 г. създава камерен оркестър „Московски солисти“. Понастоящем е негов художествен ръководител, диригент и солист.
В 1992 г. създава нов оркестър с участието на най-талантливите млади руски музиканти, завършили студенти и аспиранти на Московската консерватория.
От 2002 г. е художествен ръководител и главен диригент на Държавния симфоничен оркестър „Нова Русия“ (Москва). Оркестърът изнася стотици концерти в Русия и чужбина.
Като солист и диригент работи с най-добрите в света симфонични оркестри. С тях жъне голям успех с произведенията на Брамс, Хайдн, Шуберт, Моцарт, Чайковски, Бетховен.
През 1994 г. основава първия и единствен в Русия Международен конкурс за виолисти в Москва. Председател е на неговото жури.
Президент е на Международния конкурс за виолисти на името на Л. Тертис в Англия, член е на журито на конкурсите за виолисти в Мюнхен и конкурса на името на Морис Вие в Париж. Учредител е на музикалния фестивал в Тур (Франция) и е президент на музикалния фестивал на остров Елба.
През 1994 г. основава Международния благотворителен фонд, присъждащ годишни награди на името на Шостакович за изключителните постижения в областта на световното изкуство. Оттогава е негов президент.
От 1998 г. е художествен ръководител на фестивала за музика и живопис „Декемврийски вечери на Святослав Рихтер“, който всяка година се провежда в Пушкинския музей (Москва).
От 2006 г. заедно с беларуския пианист Р. Кример провежда ежегоден международен фестивал на свое име в Минск (Беларус). От 2009 г. провежда международен музикален фестивал в Ярославска област. Концертите по време на това събитие се изнасят не само в Ярославъл, но и в по-малките градове на областта.
През 2011 г. заедно с актьора Константин Хабенски създава музикално-литературна програма, а през 2016 г. представя спектакъл „Не оставяй своята планета“ по книгата на Антоан дьо Сент-Екзюпери „Малкият принц“.
През 2012 г. застава начело на Общоруския младежки симфоничен оркестър. В неговия състав са включени 79 млади музиканти от 28 града на Русия, участвали в конкурса за изпълнителите на класическата музика.
На телевизионния канал „Русия Култура“ води своята авторска програма „Гара на мечтата“. Програмата е носител на националната телевизионна награда ТЕФИ за 2005 и 2007 г. 
За творчеството на Башмет са заснети няколко филма от телевизионни и кинокомпании от Русия, Англия и Франция.

### Преподавател
От 1976 г. преподава в Централното музикално училище към Московската консерватория „П. И. Чайковски“, от 1978 г. – в Московската консерватория (от 1988 като доцент, от 1996 г. като професор). От 1980 г. провежда майсторски класове в Япония, Европа, Америка и Хонконг, преподава на летните курсове в Сиена (Италия) и Тур (Франция).
През 1996 г. създава и оглавява в Московската консерватория експериментална катедра за виола, където, освен произведенията на соловия репертоар за виола, в програмата на ученика се включва разширеното изучаване на партиите на виола в камерна, оперна и симфонична музика, както и задълбоченото запознаване с историята на изпълнителските стилове от миналото и съвремието.
Артистичен директор е на създадената през 2009 г. Младежка музикална академия на страните от ОНД. Обучението се провежда под формата на индивидуални уроци от водещи европейски педагози, майсторски класове, камерно музициране и съвместни концерти с най-добрите студенти на музикалните висши учебни заведения от страните на ОНД.

### Общественик
От 2002 година е член на Съвета за култура и изкуство при президента на Руската федерация. Член е на Обществения съвет при Министерството на отбраната на Руската федерация.
Член е на Попечителския съвет на Благотворителния фонд на О. Дерипаска „Вольное дело“.
На 1 март 2014 г. Башмет подписва Колективното обръщение към руската общественост на дейците на културата на Русия в подкрепа на позицията на президента Путин по Украйна и Крим.. Заради този негов акт на 12 март 2014 г. Лвовската национална музикална академия му отнема званието на почетен професор.

### Семейство
Родители: баща – Абрам Борисович Башмет (1926 – 2011), инженер по жп транспорт; майка – Мая Зиновиевна Кричевер, филоложка, работила в учебен отдел на Лвовската консерватория.
Съпруга: Наталия Тимовеевна Башмет, цигуларка.
Деца: дъщеря Ксения, пианистка; син Александър, икономист.
По-голям брат: Евгений Абрамович Башмет, музикант.

## Награди и звания
- 2-ра награда на Международния конкурс за виолисти в Будапеща (1975)
- Гран-при на конкурса за виолисти, провеждан от ARD в Мюнхен (1976)
- Заслужил артист на РСФСР (1983)
- Народен артист на РСФСР (1989)
- Народен артист на СССР (1991)
- Държавна награда на СССР (1986)
- Държавни награди на Русия (1993, 1995, 2000, 2013)
- Орден „За заслуги пред Отечеството“ III степен (2002) – за изключителен принос в развитието на отечествената култура и музикално изкуство [10]
- Орден „За заслуги пред Отечество“ IV степени (2013) – за голям принос в развитието на отечествената култура и музикално изкуство [11]
- Почетен орден (2008) – за голям принос в развитието на отечественото музикално изкуства и многогодишна творческа дейност [12]
- Орден на Дружба (2014) – за голям принос в организацята на подготовката и провеждането на XXII Олимпийски и XI Параолимпийски зимни игри 2014 г. в Сочи и осигуряване на успешното представяне на отборите на Русия [13]
- Офицер на орден „Велики княз Литовски Гядиминас“ (Литва, 1999) [14]
- Командор на орден „За заслуги пред Република Италия“ (Италия, 2000)[15]
- Офицер на „Орден за изкуство и литература“ (Франция, 2000)
- Офицер на „Орден на Почетния легион“ (Франция, 2003)[16]
- Орден „За заслуги“ III степен (Украйна, 2004) – за съществен личен принос в развитието на културни връзки между Украйна и Руската Федерация и многогодишна ползотворна творческа дейност [17][18]
- Орден на Франциск Скорина (Беларус, 2008) – за съществен личен принос в развитието на беларуско-руски културни връзки, пропаганда на класическото музикално изкуство
- Почетен орден (Армения, 2013) – за голям принос в развитието и укрепването на арменско-руските културни връзки и големи заслуги в областта на световното музикално изкуство[19]
- Орден на преподобни Сергий Радонежски III степен (Руска Православна Църква (РПЦ), 2013)[20]
- Орден на свети преподобни Серафим Саровски (РПЦ)
- Орден „За професионална чест, достойнство и почетна делова репутация“ 3-та степен (Руска хералдическа палата, 2004)[21]
- Награда Award-1993 – Най-добър музикант инструменталист на годината
- Награда „Sonnings Musikfond“ (1995, Копенхаген)
- Награда „Грами“ (заедно с оркестъра „Московски солисти“, Американска академия за звукозаписи, Лос-Анджелес, 2008) – за изпълнение на произведенията на И. Стравински и С. Прокофиев в номинацията „Най-добро представяне с малък ансамбъл“[22]
- Награда „Овация“ (заедно с оркестъра „Московски солисти“, 2008)
- Национална награда „Россиянин года“ (2013)
- Почетна титла „Човек на годината – 2000“ (Руско биографическо общество, 2000)
- Почетен професор на Московски държавен университет М. Ломоносов (2004)[23]
- Почетен професор на Музикална академия Киджи (Италия)
- Почетен академик на Лондонската академия за музикално и театрално изкуство
- Почетен гражданин на Русе (България, 2005)[24]
- Награда „Цигулар на покрива“ (Федерация на еврейските общини в Русия, 2016)[25]

## Сътрудничество
Като солист и диригент работи с оркестрите:
- Австрия: Виенска филхармония;
- Великобритания: Лондонски симфоничен оркестър;
- Германия: Берлинска филхармония, Немски симфоничен оркестър на Берлин, Симфоничен оркестър на Баварското радио;
- Франция: Филхармоничен оркестър на Радио Франция, Оркестър на Париж;
- САЩ: Нюйоркска филхармония, Симфоничен оркестър на Сан Франциско, Чикагски симфоничен оркестър, Бостънски симфоничен оркестър.

## Дискография
Заедно с ансамбъла „Солисти на Москва“ Башмет записва няколко компактдиска. Те са издадени от световни радиокомпании, сред които са Би Би Си, Баварско радио, Радио Франция, Радио Люксембург и др.
Компактдискът със записите на Квартет № 13 от Д. Шостакович и Квинтет на Й. Брамс („Sony Classics“, солист Ю. Башмет) е оценен от критиката на музикалното списание „STRAD“ като „най-добър запис на 1998 г.“. Другите компактдискове също неведнъж получават престижните европейски награди „Златния диапазон“ и „Шок“.

## Филмография
Роли
- 2008 г.: Анна Каренина – диригент
- 2009 Г.: 2-Асса-2 – Артьом Александрович Бели

Филми
- 1994 Г.: Алфред Шнитке. Портрет с приятели (документален филм)
- 2009 г.: Едисон Денисов. Преодоляване на живота (документален филм)
- 2010 г.: Винаги съм искал да свиря в квартет (документален филм)

## Публикации
- Юри Башмет. Гара на мечтата. М., Вагриус, 2003